# Threnosia
Genre
Threnosia est un genre de lépidoptères (papillons) de la famille des Erebidae et de la famille des Arctiinae. Ses espèces sont endémiques d'Australie.

## Liste des espèces
Selon FUNET Tree of Life (29 octobre 2020) :
- Threnosia agraphes Turner, 1940
- Threnosia heminephes (Meyrick, 1886)
- Threnosia hypopolia Turner, 1940
- Threnosia myochroa Turner, 1940